# Francis Xavier Kriengsak Kovitvanit
Francis Xavier Kriengsak Kovitvanit, né le 27 juin 1949 à Ban Rak, en Thaïlande, est un prélat catholique thaïlandais, archevêque de Bangkok de 2009 à 2024, cardinal depuis février 2015.

## Biographie
Il étudie au petit séminaire de Saint Joseph à Sampran. Envoyé ensuite à Rome, il suit des études philosophiques et théologiques à l’université pontificale urbanienne de 1970 à 1976. De retour au pays, il est ordonné prêtre le 11 juillet 1976 et incardiné dans l’archidiocèse de Bangkok. 
Il exerce successivement des fonctions de vicaire en paroisse jusqu'en 1979. De 1979 à 1981, il est vice-recteur du petit séminaire Saint-Joseph de Sampran. Il reprend ses études à l'Université pontificale grégorienne de Rome où il se spécialise en spiritualité. 
Rentré en Thaïlande, il est recteur du séminaire Holy Family à Nakhon Ratchasima jusqu'en 1989. Il intègre ensuite les services de la conférence épiscopale thaïlandaise comme sous-secrétaire. À partir de 1992, il est également recteur du séminaire national Lux Mundi à Sampran.
En 2000, il retrouve une charge de curé de paroisse à Hua Take puis en 2003 comme curé de la cathédrale de Bangkok. 

### Évêque
Le 7 mars 2007, Benoît XVI le nomme évêque de Nakhon Sawan (en), l'un des diocèses suffragants de l'archidiocèse de Bangkok. Il reçoit la consécration épiscopale des mains de Michael Michai Kitbunchu, archevêque de Bangkok. Deux ans plus tard, il est transféré au siège métropolitain de Bangkok. 

### Cardinal
Il est créé cardinal le 14 février 2015 par le pape François, en même temps que 19 autres prélats,. Il reçoit alors le titre de Santa Maria Addolorata. Le 27 juin 2024, jour de ses 75 ans, sa démission du siège de Bangkok est annoncée. 